# Bavilliers
Cet article possède un paronyme, voir Beuvillers.
Bavilliers [bavije] est une commune française située dans le département du Territoire de Belfort, la région culturelle et historique de Franche-Comté et la région administrative Bourgogne-Franche-Comté.
Avant 2015, la commune dépendait du canton de Châtenois-les-Forges ; depuis 2015, elle est le bureau centralisateur du  Canton de Bavilliers.
Ses habitants sont appelés les Bavilliérois, les habitantes les Bavilliéroises.

## Géographie
La ville est située à la périphérie sud-ouest de Belfort, sur la RN 83 menant à Héricourt (Haute-Saône), route établie sur les traces d'une voie romaine secondaire qui, venant du sud par Argiésans, remontait vers Danjoutin et Belfort en longeant la butte du Châtelet. Bavilliers est arrosé par la Douce, une petite rivière qui prend sa source à Châlonvillars, disparaît en partie dans le Trou-la-Dame pour ressurgir deux cents mètres plus bas, en plein milieu du village.

### Climat
Pour des articles plus généraux, voir Climat de la Bourgogne-Franche-Comté et Climat du Territoire de Belfort.
En 2010, le climat de la commune est de type climat de montagne, selon une étude du Centre national de la recherche scientifique s'appuyant sur une série de données couvrant la période 1971-2000. En 2020, Météo-France publie une typologie des climats de la France métropolitaine dans laquelle la commune est exposée à un climat semi-continental et est dans la région climatique  Vosges, caractérisée par une pluviométrie très élevée (1 500 à 2 000 mm/an) en toutes saisons et un hiver rude (moins de 1 °C).
Pour la période 1971-2000, la température annuelle moyenne est de 9,8 °C, avec une amplitude thermique annuelle de 17,4 °C. Le cumul annuel moyen de précipitations est de 1 260 mm, avec 12,6 jours de précipitations en janvier et 10,6 jours en juillet. Pour la période 1991-2020, la température moyenne annuelle observée sur la station météorologique de Météo-France la plus proche, « Dorans », sur la commune de Dorans à 4 km à vol d'oiseau, est de 10,9 °C et le cumul annuel moyen de précipitations est de 974,0 mm. 
La température maximale relevée sur cette station est de 38,1 °C, atteinte le 24 juillet 2019 ; la température minimale est de −16 °C, atteinte le 20 décembre 2009,,.
| Mois                                  | jan.          | fév.           | mars          | avril         | mai           | juin         | jui.          | août          | sep.          | oct.          | nov.          | déc.          | année     |
| ------------------------------------- | ------------- | -------------- | ------------- | ------------- | ------------- | ------------ | ------------- | ------------- | ------------- | ------------- | ------------- | ------------- | --------- |
| Température minimale moyenne (°C)     | −0,2          | −0,3           | 2,3           | 5,5           | 8,7           | 12,6         | 14,4          | 14,1          | 10,7          | 7,1           | 3,6           | 0,6           | 6,6       |
| Température moyenne (°C)              | 2,2           | 2,9            | 6,8           | 10,8          | 13,8          | 18           | 20,1          | 19,7          | 15,9          | 11,1          | 6,6           | 3,3           | 10,9      |
| Température maximale moyenne (°C)     | 4,6           | 6,2            | 11,3          | 16,1          | 19            | 23,4         | 25,8          | 25,4          | 21,2          | 15,2          | 9,6           | 6,1           | 15,3      |
| Record de froid (°C) date du record   | −11 07.01.17  | −13,8 05.02.12 | −7,5 01.03.18 | −3,7 06.04.21 | −1,3 06.05.19 | 5,2 21.06.10 | 7,2 03.07.11  | 6,4 30.08.09  | 2,8 20.09.12  | −3,7 29.10.12 | −8,7 30.11.10 | −16 20.12.09  | −16 2009  |
| Record de chaleur (°C) date du record | 18,4 01.01.23 | 21,4 24.02.21  | 25,2 31.03.21 | 27,7 21.04.18 | 32 25.05.09   | 35 19.06.22  | 38,1 24.07.19 | 37,8 07.08.15 | 33,4 11.09.23 | 29,5 02.10.23 | 23,1 07.11.15 | 16,8 24.12.13 | 38,1 2019 |
| Précipitations (mm)                   | 94,5          | 71             | 66,1          | 66,3          | 97,8          | 82,5         | 70,3          | 87,1          | 60,1          | 79,4          | 84,1          | 114,8         | 974       |

| Diagramme climatique                                  |           |             |             |           |              |              |              |              |             |            |             |
| J                                                     | F         | M           | A           | M         | J            | J            | A            | S            | O           | N          | D           |
| 4,6−0,294,5                                           | 6,2−0,371 | 11,32,366,1 | 16,15,566,3 | 198,797,8 | 23,412,682,5 | 25,814,470,3 | 25,414,187,1 | 21,210,760,1 | 15,27,179,4 | 9,63,684,1 | 6,10,6114,8 |
| Moyennes : • Temp. maxi et mini °C • Précipitation mm |           |             |             |           |              |              |              |              |             |            |             |

Les paramètres climatiques de la commune ont été estimés pour le milieu du siècle (2041-2070) selon différents scénarios d'émission de gaz à effet de serre à partir des nouvelles projections climatiques de référence DRIAS-2020. Ils sont consultables sur un site dédié publié par Météo-France en novembre 2022.

## Urbanisme

### Typologie
Au 1er janvier 2024, Bavilliers est catégorisée grand centre urbain, selon la nouvelle grille communale de densité à sept niveaux définie par l'Insee en 2022.
Elle appartient à l'unité urbaine de Belfort, une agglomération inter-départementale regroupant 16  communes, dont elle est une commune de la banlieue,,. Par ailleurs la commune fait partie de l'aire d'attraction de Belfort, dont elle est une commune du pôle principal,. Cette aire, qui regroupe 91 communes, est catégorisée dans les aires de 50 000 à moins de 200 000 habitants,.

### Occupation des sols
L'occupation des sols de la commune, telle qu'elle ressort de la base de données européenne d’occupation biophysique des sols Corine Land Cover (CLC), est marquée par l'importance des territoires artificialisés (49,1 % en 2018), en augmentation par rapport à 1990 (46,5 %). La répartition détaillée en 2018 est la suivante : 
zones urbanisées (37,7 %), terres arables (17,6 %), prairies (12,5 %), zones industrielles ou commerciales et réseaux de communication (11,4 %), zones agricoles hétérogènes (11,3 %), forêts (9,4 %). L'évolution de l’occupation des sols de la commune et de ses infrastructures peut être observée sur les différentes représentations cartographiques du territoire : la carte de Cassini (XVIIIe siècle), la carte d'état-major (1820-1866) et les cartes ou photos aériennes de l'IGN pour la période actuelle (1950 à aujourd'hui).

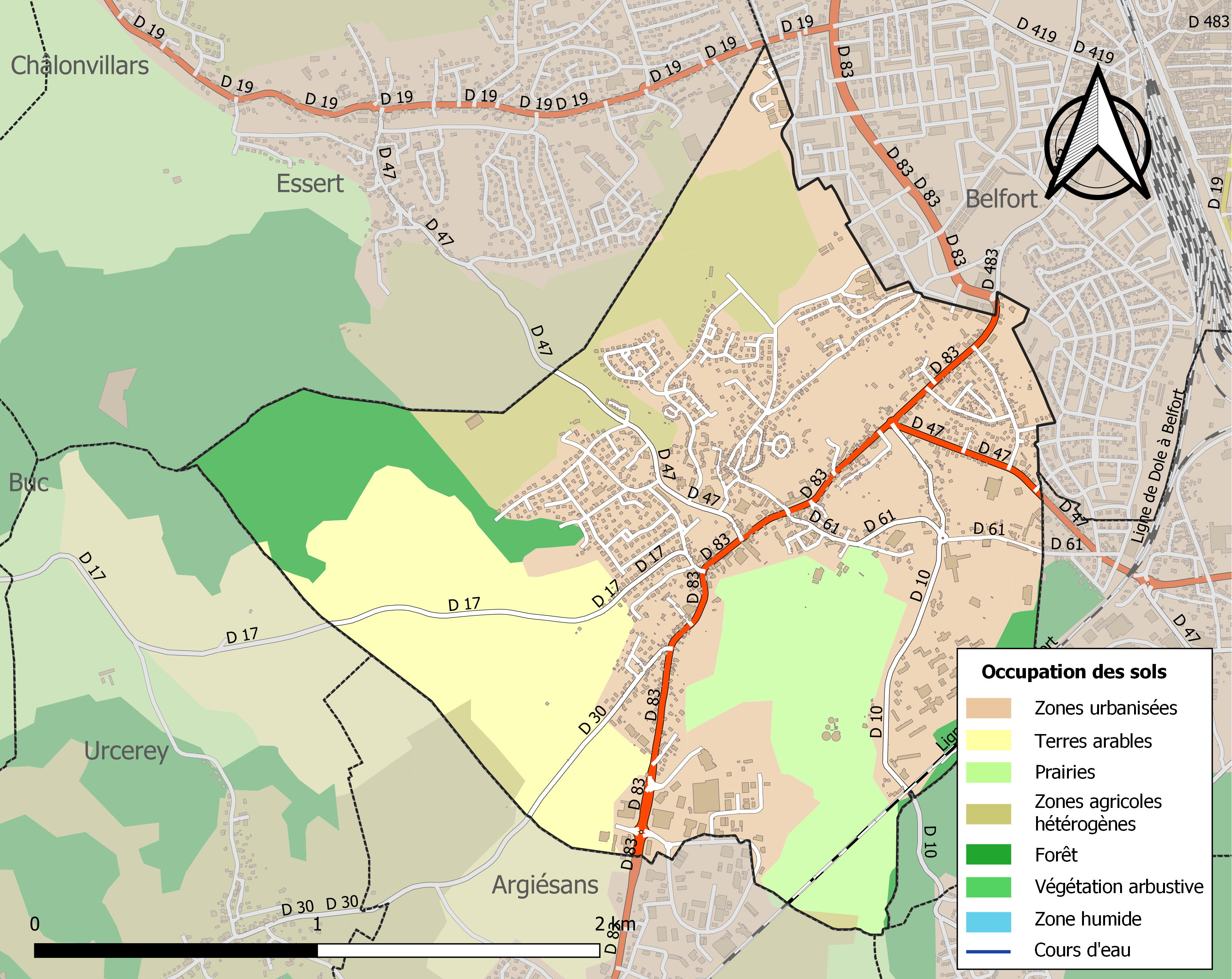
Carte des infrastructures et de l'occupation des sols de la commune en 2018 (CLC).

## Toponymie
- Bewelier (1350), Befelier (1394), Baywillier (1533), Bauillier (1627), Bavilliers (1655).

## Histoire

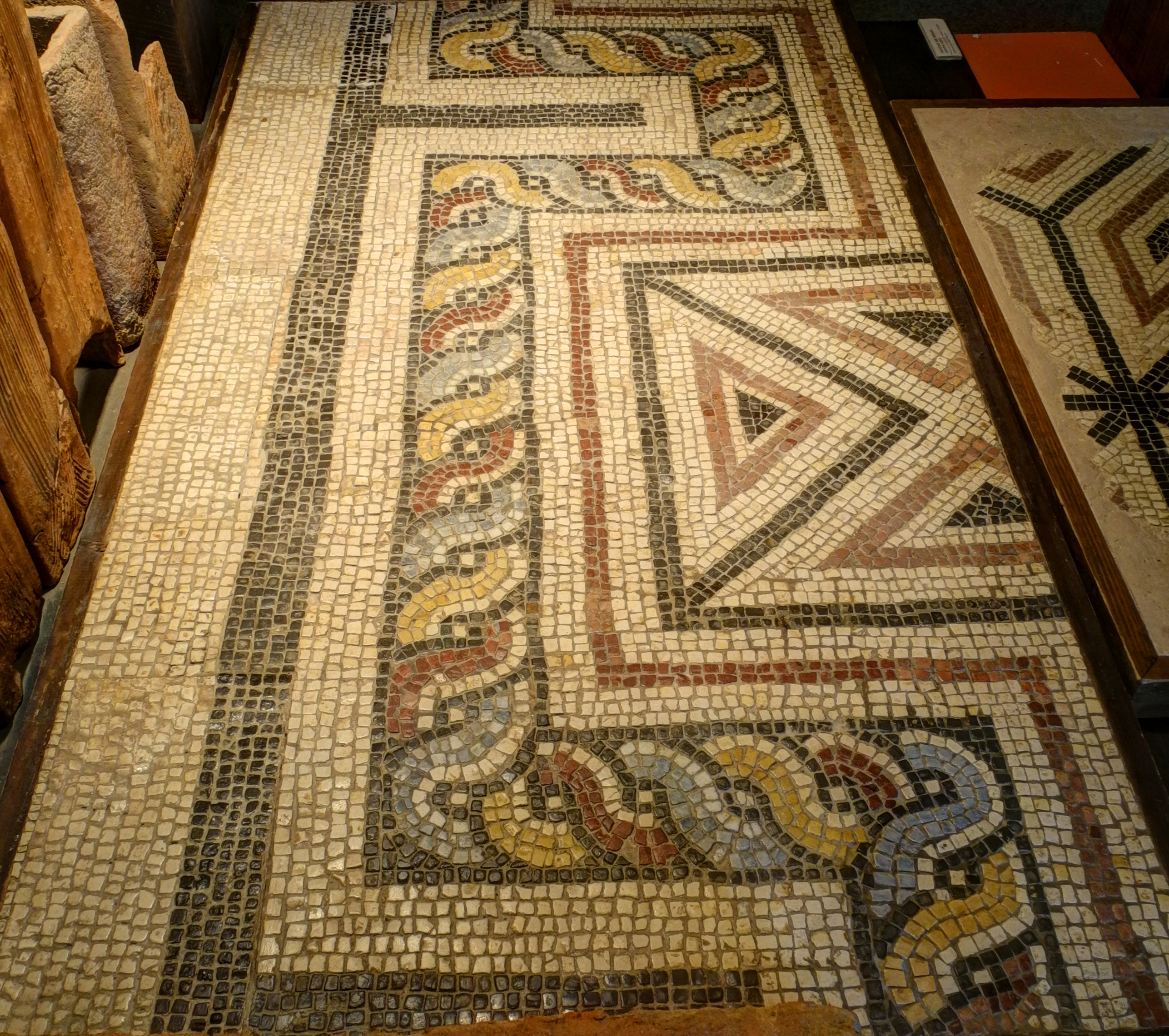
Mosaïque de Bavilliers présentée au Musée de Belfort.

Des vestiges gallo-romains, dont un fragment de mosaïque et de nombreuses tuiles, ont été mis au jour sur le territoire de la commune. Ils proviennent d'un centre cultuel important. Les objets, mosaïques, fresques sont présentées au musée d'histoire de Belfort. En 2009, un enclos dédié à Jupiter a été mis au jour.
Vraisemblablement, le château médiéval a remplacé un castellum romain. Le village est cité pour la première fois en 1140 sous la forme Basvyllis. On rencontre aussi par la suite Baveler ou Basvelier. Le fief de Bavilliers faisait partie du comté de Montbéliard et de la mairie de Cravanche jusqu'en 1347 puis fut rattaché à la couronne d'Autriche jusqu’en 1642. En 1573 le village abritait un peu plus d'une centaine d'habitants.
Le 11 juillet 1815 fut signé par Claude Jacques Lecourbe et l'envahisseur autrichien, représenté par le général Hieronymus Karl Graf von Colloredo-Mansfeld un armistice qui mettait fin au deuxième siège de Belfort (voir Histoire du Territoire de Belfort).
La paroisse de Bavilliers rassemble les habitants d'Argiésans et d'Urcerey dans l'église Saint-Ambroise construite vers 1850 et qui a remplacé une construction qui existait déjà en 1603.

## Politique et administration

### Liste des maires

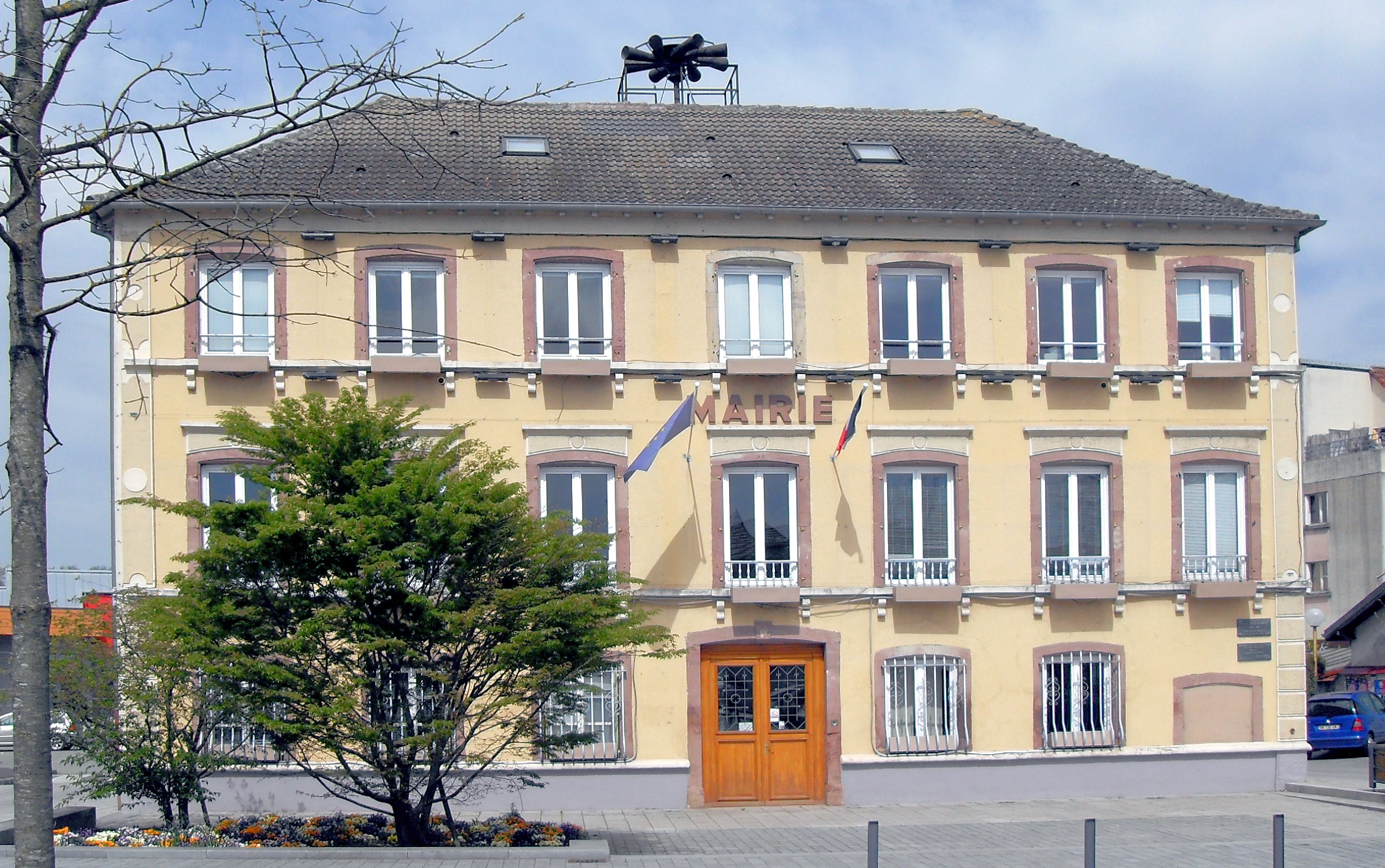
La mairie de Bavilliers.

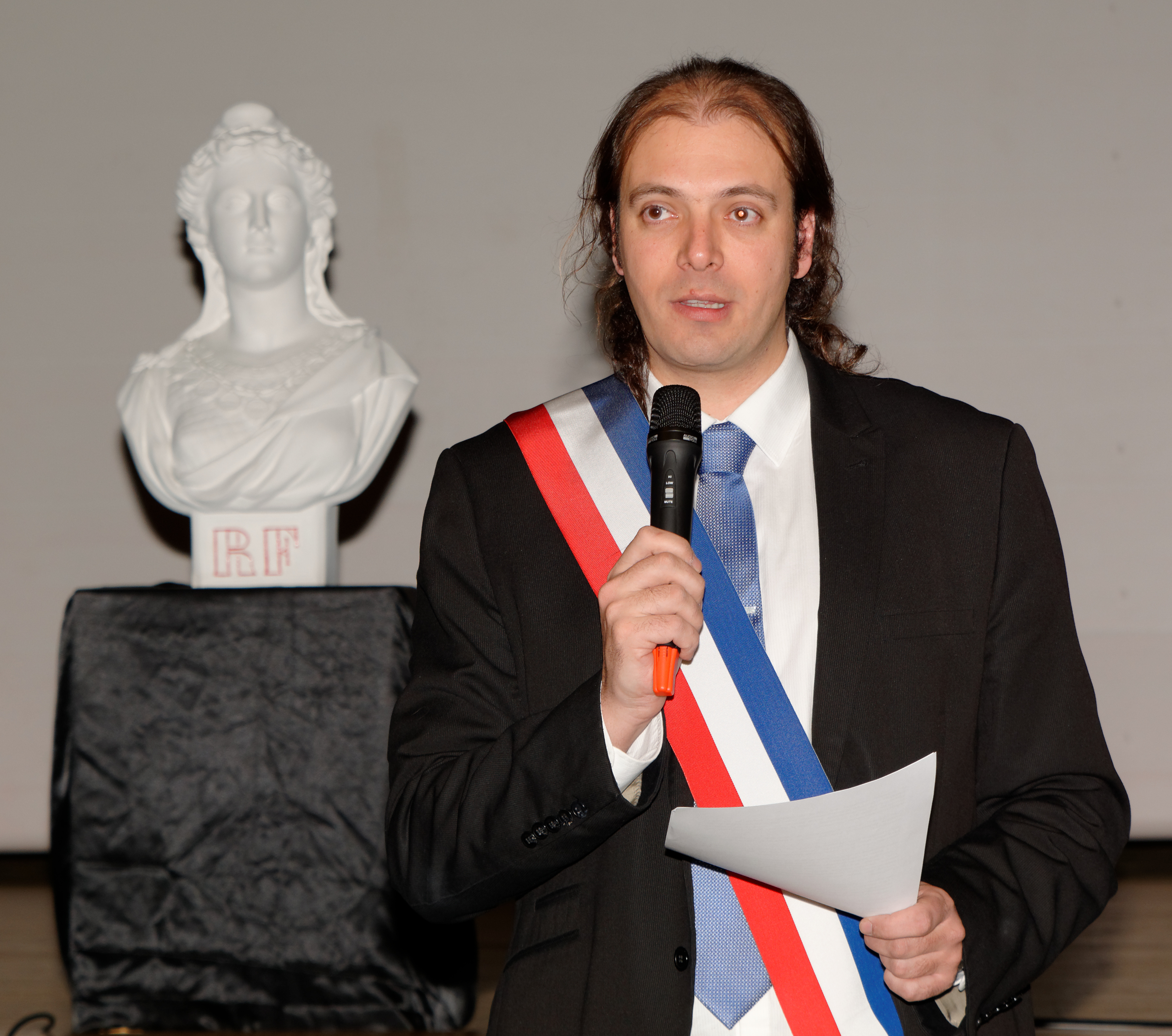
Éric Koeberlé, maire de Bavilliers.

| Période                                  | Période      | Identité         | Étiquette            | Qualité |
| ---------------------------------------- | ------------ | ---------------- | -------------------- | --- |
| maire en 1962                            | ?            | Paul Barret      | SFIO                 | |
| ?                                        | 1979         | Maurice Henry    | PS                   | Directeur d'école Conseiller général du canton de Châtenois-les-Forges (1967 → 1979)                                                                                      |
| 1979                                     | 1992 (décès) | Jacques Pignot   | PS                   | Conseiller général du canton de Châtenois-les-Forges (1979 → 1992) |
| 1992                                     | mars 2014    | Daniel Lanquetin | PS puis MDC puis MRC | Retraité de l'enseignement Conseiller général du canton de Châtenois-les-Forges (1998 → 2011)                                                                             |
| mars 2014                                | En cours     | Éric Koeberlé    | SE puis MoDem        | Ancien fonctionnaire territorial Conseiller départemental du canton de Bavilliers (2015 → ) 2e vice-président du conseil départemental du Territoire de Belfort (2015 → ) |
| Les données manquantes sont à compléter. |              |                  |                      | |

### Finances locales
Cette sous-section présente la situation des finances communales de Bavilliers.
Pour l'exercice 2013, le compte administratif du budget municipal de Bavilliers s'établit à  3 860 000 € en dépenses et 4 702 000 € en recettes :
En 2013, la section de fonctionnement se répartit en 3 151 000 €  de charges (620 € par habitant) pour 3 572 000 € de produits (702 € par habitant), soit un solde de 420 000 € (83 € par habitant), :
- le principal pôle de dépenses de fonctionnement est celui des charges de personnels[Note 7] pour  1 878 000 € (60 %), soit 369 € par habitant, ratio inférieur de 28 % à la valeur moyenne pour les communes de la même strate (513 € par habitant). En partant de 2008 et jusqu'à 2013, ce ratio fluctue et présente un minimum de 320 € par habitant en 2010 et un maximum de 369 € par habitant en 2013 ;
- la plus grande part des recettes est constituée des impôts locaux[Note 8] pour un montant de 1 254 000 € (35 %), soit 247 € par habitant, ratio inférieur de 45 % à la valeur moyenne pour les communes de la même strate (448 € par habitant). En partant de 2008 et jusqu'à 2013, ce ratio augmente de façon continue de 207 € à 247 € par habitant.

Les taux des taxes ci-dessous sont votés par la municipalité de Bavilliers. Ils ont varié de la façon suivante par rapport à 2012 :
- la taxe d'habitation égale 10,59 % ;
- la taxe foncière sur le bâti constante 13,04 % ;
- celle sur le non bâti constante 40,06 %.

La section investissement se répartit en emplois et ressources. Pour 2013, les emplois comprennent par ordre d'importance :
- des dépenses d'équipement[Note 10] pour une valeur totale de 496 000 € (70 %), soit 98 € par habitant, ratio inférieur de 75 % à la valeur moyenne pour les communes de la même strate (385 € par habitant). Pour la période allant de 2008 à 2013, ce ratio fluctue et présente un minimum de 98 € par habitant en 2013 et un maximum de 217 € par habitant en 2011 ;
- des remboursements d'emprunts[Note 11] pour une valeur de 207 000 € (29 %), soit 41 € par habitant, ratio inférieur de 48 % à la valeur moyenne pour les communes de la même strate (79 € par habitant).

Les ressources en investissement de Bavilliers se répartissent principalement en :
- nouvelles dettes pour un montant de 162 000 € (14 %), soit 32 € par habitant, ratio inférieur de 60 % à la valeur moyenne pour les communes de la même strate (80 € par habitant). Sur les 6 dernières années, ce ratio fluctue et présente un minimum de 0 € par habitant en 2012 et un maximum de 81 € par habitant en 2010 ;
- fonds de Compensation pour la TVA pour une valeur totale de 122 000 € (11 %), soit 24 € par habitant, ratio inférieur de 41 % à la valeur moyenne pour les communes de la même strate (41 € par habitant).

L'endettement de Bavilliers au 31 décembre 2013 peut s'évaluer à partir de trois critères : l'encours de la dette, l'annuité de la dette et sa capacité de désendettement :
- l'encours de la dette pour une valeur de 1 666 000 €, soit 328 € par habitant, ratio inférieur de 63 % à la valeur moyenne pour les communes de la même strate (881 € par habitant). Pour la période allant de 2008 à 2013, ce ratio fluctue et présente un minimum de 328 € par habitant en 2013 et un maximum de 383 € par habitant en 2010[A2 5] ;
- l'annuité de la dette pour une somme de 273 000 €, soit 54 € par habitant, ratio inférieur de 52 % à la valeur moyenne pour les communes de la même strate (112 € par habitant). Sur la période 2008 - 2013, ce ratio fluctue et présente un minimum de 51 € par habitant en 2011 et un maximum de 81 € par habitant en 2008[A2 5] ;
- la capacité d'autofinancement (CAF) pour une valeur de 502 000 €, soit 99 € par habitant, ratio inférieur de 45 % à la valeur moyenne pour les communes de la même strate (181 € par habitant). Depuis 6 ans, ce ratio fluctue et présente un minimum de 76 € par habitant en 2008 et un maximum de 99 € par habitant en 2013[A2 6]. La capacité de désendettement est d'environ 3 années en 2013. Sur une période de 13 années, ce ratio est constant et faible (inférieur à 4 ans)

## Population et société

### Démographie
L'évolution du nombre d'habitants est connue à travers les recensements de la population effectués dans la commune depuis 1793. Pour les communes de moins de 10 000 habitants, une enquête de recensement portant sur toute la population est réalisée tous les cinq ans, les populations de référence des années intermédiaires étant quant à elles estimées par interpolation ou extrapolation. Pour la commune, le premier recensement exhaustif entrant dans le cadre du nouveau dispositif a été réalisé en 2008.

En 2022, la commune comptait 4 641 habitants, en évolution de −2,75 % par rapport à 2016 (Territoire de Belfort : −2,78 %, France hors Mayotte : +2,11 %).
| 1793 | 1800 | 1806 | 1821 | 1831 | 1836 | 1841 | 1846 | 1851 |
| ---- | ---- | ---- | ---- | ---- | ---- | ---- | ---- | ---- |
| 301  | 288  | 309  | 389  | 479  | 604  | 870  | 919  | 786  |

| 1856 | 1861 | 1866 | 1872 | 1876  | 1881  | 1886  | 1891  | 1896  |
| ---- | ---- | ---- | ---- | ----- | ----- | ----- | ----- | ----- |
| 668  | 810  | 740  | 854  | 1 174 | 1 314 | 1 232 | 1 290 | 1 508 |

| 1901  | 1906  | 1911  | 1921  | 1926  | 1931  | 1936  | 1946  | 1954  |
| ----- | ----- | ----- | ----- | ----- | ----- | ----- | ----- | ----- |
| 1 397 | 1 547 | 1 682 | 1 552 | 1 637 | 1 675 | 1 717 | 1 679 | 2 153 |

| 1962  | 1968  | 1975  | 1982  | 1990  | 1999  | 2006  | 2008  | 2013  |
| ----- | ----- | ----- | ----- | ----- | ----- | ----- | ----- | ----- |
| 2 437 | 2 564 | 3 454 | 3 555 | 4 408 | 4 582 | 4 783 | 4 834 | 4 823 |

| 2018  | 2022  | - | - | - | - | - | - | - |
| ----- | ----- | - | - | - | - | - | - | - |
| 4 680 | 4 641 | - | - | - | - | - | - | - |

### Enseignement
Bavilliers héberge sur son territoire trois établissements d’enseignement public :
- l’école maternelle « Jacques Pignot » ;
- l’école élémentaire « Maurice Henry » ;
- le lycée professionnel « Denis Diderot ». Ce dernier, conçu par les architectes Lucien Kroll, Marie-Laure Schneider, Serge Runsdatker et Jean-Marc Gomez et achevé en 1986, bénéficie du label Architecture contemporaine remarquable depuis 2020[19].

### Santé
L'hôpital le plus proche est l'hôpital Nord Franche-Comté situé entre Belfort et Montbéliard, à Trévenans,. Cet hôpital possède par ailleurs une antenne sur le territoire de Bavilliers : le site Pierre-Engel, d'une capacité de 360 lits de psychiatrie est créé en 1969. Il est ensuite spécialisé en soins de suite et de réadaptation polyvalent (traumatologie et neurogériatrique) ainsi qu'un hôpital de jour de gérontologie, en liaison avec le Centre hospitalier de soins de longue durée (CHSLD) du Territoire de Belfort.
La commune possède également un centre d'imagerie médicale équipé d'une IRM.

### Personnalités liées à la commune
- ASM Belfort Hockey, également appelés les lions de Belfort, club de hockey sur glace de la patinoire de Belfort
- Jean-Michel Villaumé (1946-), député
- Ghislain Gilberti (1977-), écrivain

### Héraldique
| Blason de Bavilliers | Blason  | D'azur à la barre de gueules*, au lion d'or surmonté de l'inscription BAVILLIERS en lettres capitales d'argent et soutenu d'une fleur de lis du même, tous enfermé dans une filière de gueules et l'ensemble brochant sur le tout. |
| Blason de Bavilliers | Détails | * Il y a là non-respect de la règle de contrariété des couleurs : ces armes sont fautives (gueules sur azur). Adopté en mai 2024                                                                                                   |
| Blason de Bavilliers | Alias   | D'or au lion de sable (inversion des couleurs de l'original de D'Hozier). |

## Lieux et monuments

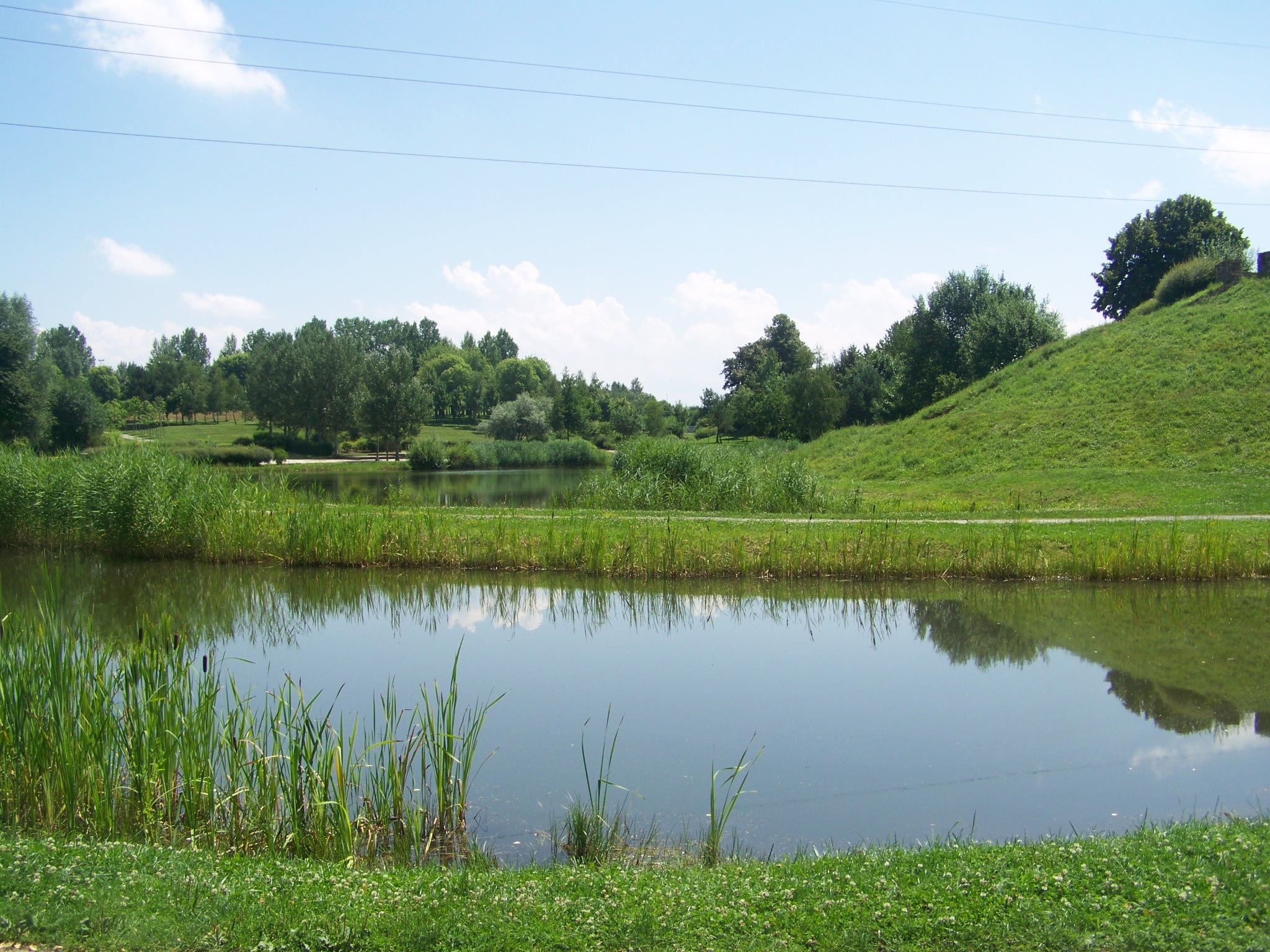
Le parc de la Douce de Bavilliers.

En 1999, le clocher de l'église Saint-Ambroise a été détruit par les vents de la tempête Lothar, il a été reconstruit en 2001 ; la nouvelle flèche est plus courte de 5 mètres, car elle a été reconstruite conformément aux plans de 1850.

L'église Saint-Ambroise à Bavilliers
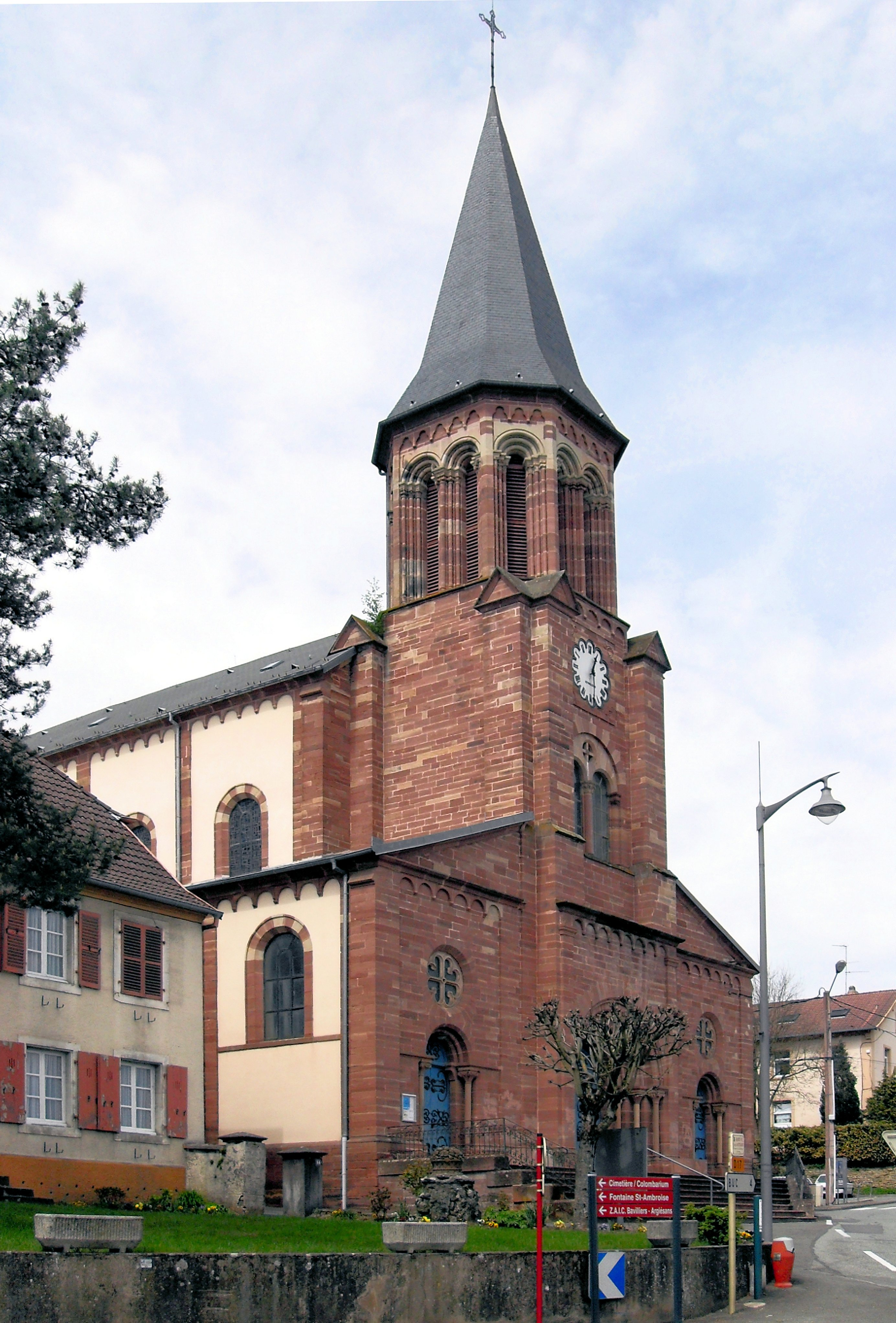
L'église Saint-Ambroise après reconstruction en 2001 (noter la partie plus claire en haut de la tour).
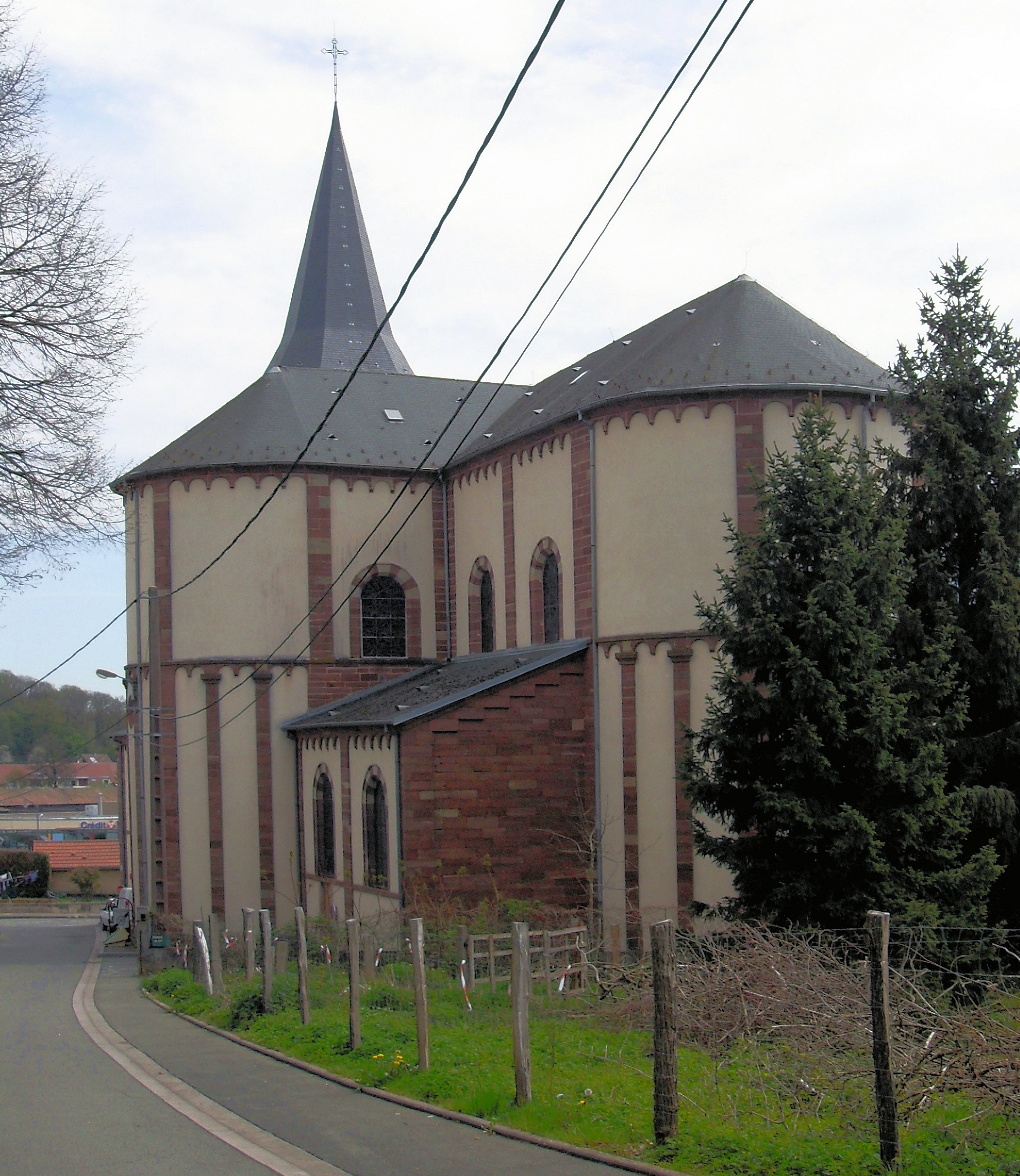

## Pour approfondir